# Our Thing
Our Thing ist ein Jazz-Album von Joe Henderson. Es wurde am 9. September 1963 in Englewood Cliffs, New Jersey aufgenommen und auf Blue Note Records veröffentlicht. Es war Hendersons zweites Album unter eigenem Namen.

## Das Album
1963 erschien Joe Henderson im gemeinsamen Quintett mit dem Trompeter Kenny Dorham auf der Jazzszene mit Alben wie Page One oder Una Mas (letzteres erschien ebenfalls auf Blue Note, aber unter Dorhams Namen). In den 17 Monaten ihrer Zusammenarbeit entstanden insgesamt fünf Alben, drei unter Hendersons, zwei unter Dorhams Namen. Der Jazzkritiker Nat Hentoff verglich die Partnerschaft der beiden Musiker mit der Zusammenarbeit von Joe Venuti und Eddie Lang, Charlie Parker und Dizzy Gillespie, Cannonball Adderley und Nat Adderley sowie Miles Davis mit John Coltrane. Begleitet werden die beiden Bläser bei ihrer dritten gemeinsamen Session von dem jungen Andrew Hill, der hier seine erste Session für Blue Note spielte; daraufhin gab ihm Alfred Lion im folgenden Jahr Gelegenheit gab, eine Reihe von Alben unter eigenem Namen einzuspielen, wie Judgment! und Point of Departure, ebenfalls mit Henderson und Dorham als Bläser. Weitere Mitglieder der Rhythmusgruppe waren der relativ unbekannt gebliebene Bassist Eddie Khan, der vorher mit Max Roach gearbeitet hatte, sowie der Schlagzeuger Pete LaRoca.
Der erste Titel des Albums, Hendersons Komposition Teeter Tooter ist im Thema ein 12-taktiger Blues, ähnlich wie auch Charlie Parker seine Stücke konzipierte; das folgende Stück Pedro’s Tune von Kenny Dorham ist ein im Medium-Tempo gehaltener Blues mit einem Latin-Einschlag. Pedro’s Tune nimmt die Ideen seiner Kompositionen Una Mas oder Blue Bossa wieder auf. Das Titelstück Our Thing stammt von Henderson; der Begriff (in ähnlicher Form auch New Thing) war zu dieser Zeit Leitmotiv der jungen Jazz-Avantgarde der frühen 1960er Jahre. Das swingende Back Road aus der Feder von Kenny Dorham erinnert anfangs an den Blues March der Jazz Messengers und überrascht dann mit subtilen Wechseln der Tempi; das letzte Stück, Escapade wiederum von Dorham geschrieben, ist in einer lyrischen Stimmung gehalten.

## Bewertung des Albums
Bob Blumenthal schrieb zur Neuausgabe des Albums 2000, dass das Album durch das Spiel seiner beiden herausragenden Bläser überzeuge; die „inneren“ Strukturen der Musik und die harmonischen Kenntnisse der Band verbinden sich mit einer entdeckenden Grundhaltung, was Klang und Struktur der Musik betrifft, ohne lediglich Füllwerk bietende Blues Jam; eine Grundhaltung, zum Standard späterer Blue Note-Sessions werden sollte.
Richard Cook und Brian Morton zählen Our Thing zu den bedeutendsten Alben des frühen Joe Henderson und zeichneten es im Penguin Guide to Jazz mit der höchsten Bewertung aus; es sei das „zentrale Werk“ im Triptychon der Alben mit Dorham; sie heben die ungewöhnlich konsistente Session hervor, bestechend auch durch Andrew Hills „kryptische“ Beiträge und die hervorragenden Beiträge von Khan und LaRoca.
Henderson entwickelte damals eine „inside-outside“-Spielhaltung, d. h., er bewegte sich in die Akkordwechsel hinein und wieder heraus, und dies mit einer Breite an freiem Spiel, in dem er Spalttöne seinen Phrasierungen beifügte, wie in seiner Komposition Teeter Totter oder in Dorhams Escapade. Henderson erhält einen Stimulus von Andrew Hill, der, ob der Soli spielte oder nur begleitete, stets für die Abstraktion der Konturen des Materials sorgt, in dem er Akkorde oder Bruchstücke der Melodie einfügt, die in eine andere Richtung weisen.

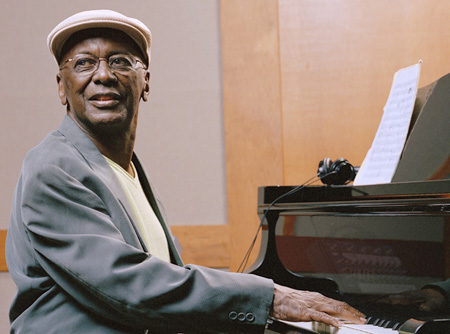
Andrew Hill

David Adler lobt in seinem Essay über drei wesentliche Blue Note-Alben dieser Epoche Our Thing für das legendäre Zusammenspiel von Dorham und Henderson, bedeutend sei auch das relativ seltene Erscheinen des Pianisten Andrew Hill als Begleitmusiker bei dieser Session sowie die Mitwirkung der fast vergessenen Sidemen Eddie Khan und Pete La Roca, die in dieser Zeit zum „Stall“ des Labels gehörten. Our Thing sei ein Juwel, urteilt Adler, eine inspirierte Botschaft von Musikern, von denen wie über nur wenige großartige Aufnahmen verfügen. Trotz seines Alters hatte Henderson schon seinen höchst individuellen Stil entwickelt.

## Die Titel
- Joe Henderson Quartett - Our Thing (Blue Note BLP 4152 und BST 84152)
  1. Teeter Tooter (Henderson) 8:30
  2. Pedro’s Time (Dorham) 10:01
  3. Our Thing (Henderson) 6:17
  4. Back Road (Dorham) 6:17
  5. Escapade (Dorham) 8:02
  6. Teeter Tooter (alternate take) 7:10